# Phanias flavostriatus
Phanias flavostriatus är en spindelart som beskrevs av Pickard-Cambridge F. 1901. Phanias flavostriatus ingår i släktet Phanias och familjen hoppspindlar. Inga underarter finns listade i Catalogue of Life.